# Leoben (stad)
Leoben is de op een na grootste stad van het bondsland Stiermarken en is het economische centrum van het gebied Obersteiermark. Leoben is tevens hoofdplaats van de gelijknamige regio (Duits: Bezirk).

## Geografie
Leoben ligt in het Boven Murtal. De oude stadskern is gebouwd in een bocht van de rivier de Mur. Thans strekt de stad zich aan beide zijden van de rivier uit en wordt ingesloten door een drietal uitlopers van bergen.

## Stadsdelen
De stad Leoben bestaat naast het centrum uit onderstaande stadsdelen:
- Donawitz (toegevoegd via gemeentelijke herindeling in 1939)
- Seegraben
- Göss (toegevoegd via gemeentelijke herindeling in 1939)
- Waasenvorstadt (westelijk van de binnenstad)

## Economie
Slechte economische tijden moest de stad in de jaren '60 (sluiting van de kolenmijn Seegraben) en de jaren '80 (beperking van de ijzer- en staalindustrie in de hoogoven Donawitz) doorstaan. Door een richtingsverandering in economische activiteit lukte het door deze economisch belabberde tijden te komen. Leoben ging zich bijvoorbeeld toeleggen op moderne technologie, congressen en toerisme.

## Politiek
Als industriestad is Leoben een traditioneel sociaaldemocratisch bolwerk. Bij de laatste gemeenteraadsverkiezingen heeft de SPÖ de absolute meerderheid in de gemeenteraad. In de raad zijn vijf fracties vertegenwoordigd:
- SPÖ (20 zetels)
- ÖVP (5 zetels)
- KPÖ (3 zetels)
- FPÖ (2 zetels)
- De Groenen (1 zetel)

## Onderwijs
In Leoben is de Montanuniversität gevestigd, een belangrijk opleidingscentrum voor hoogovenindustrie, mijnbouw en aardolie in Europa.

## Afbeeldingen

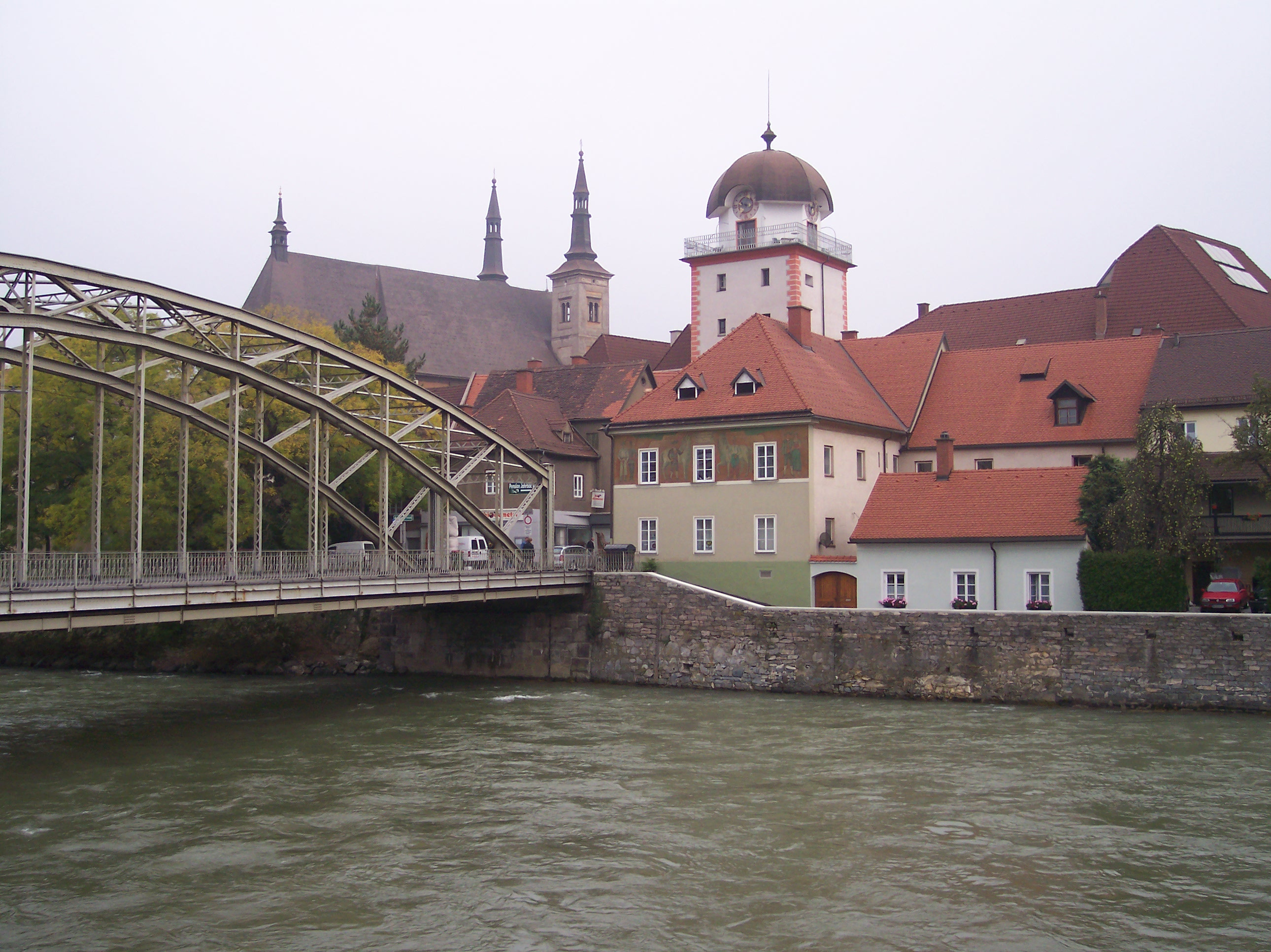
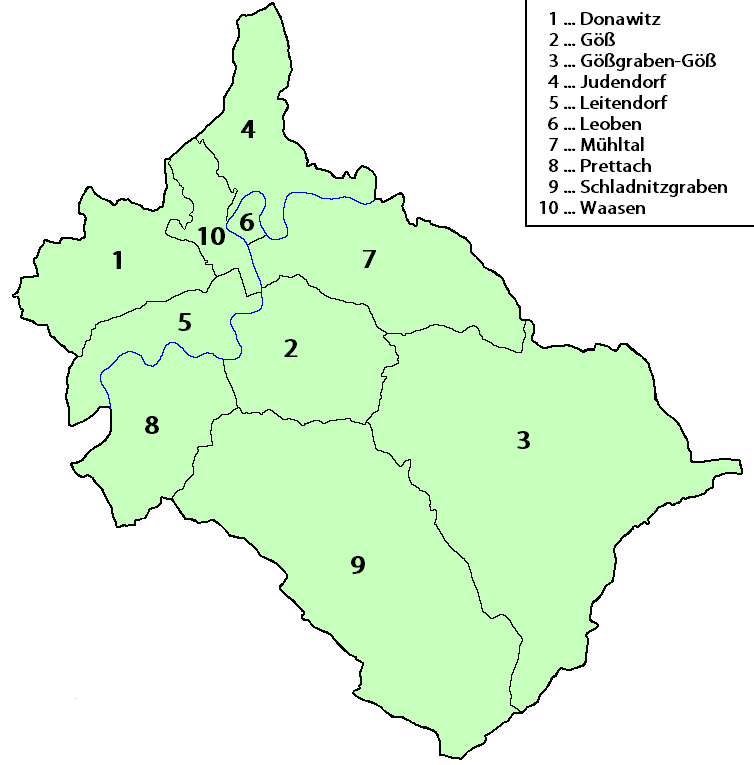
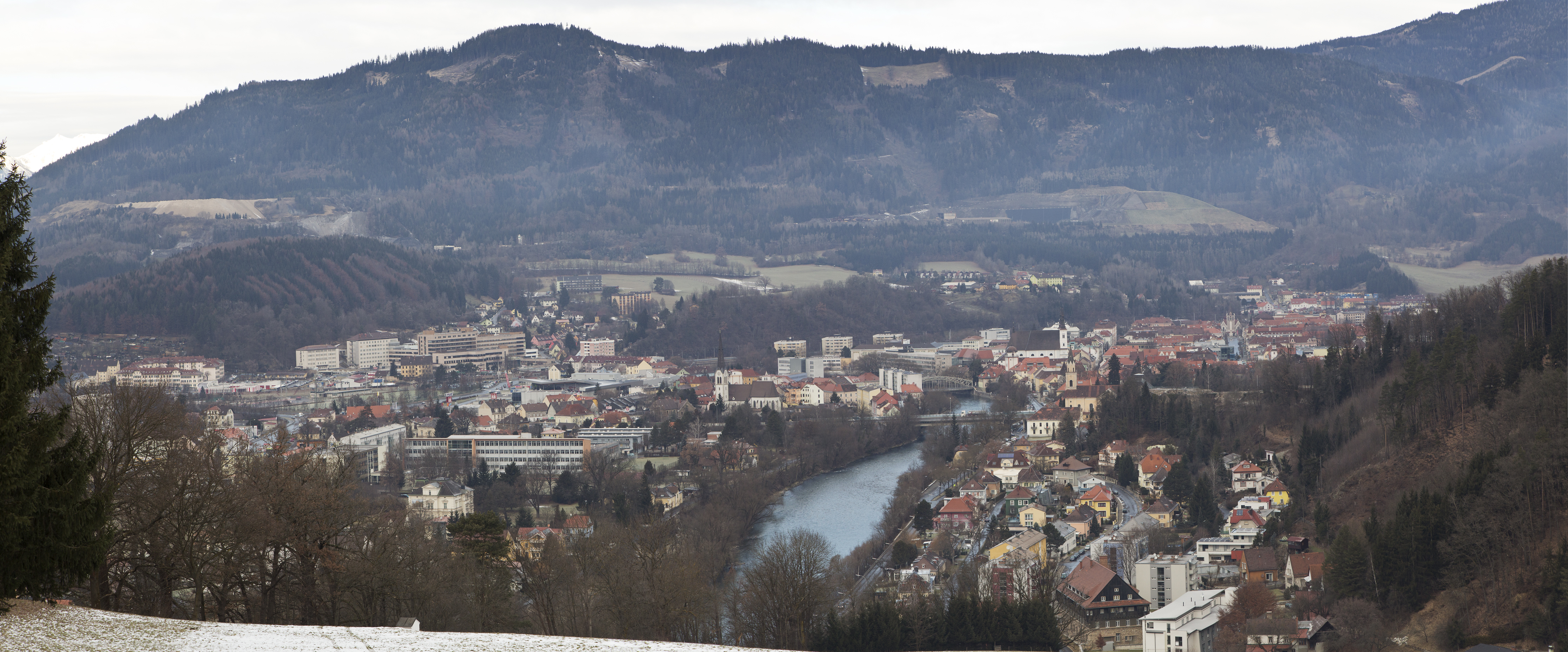
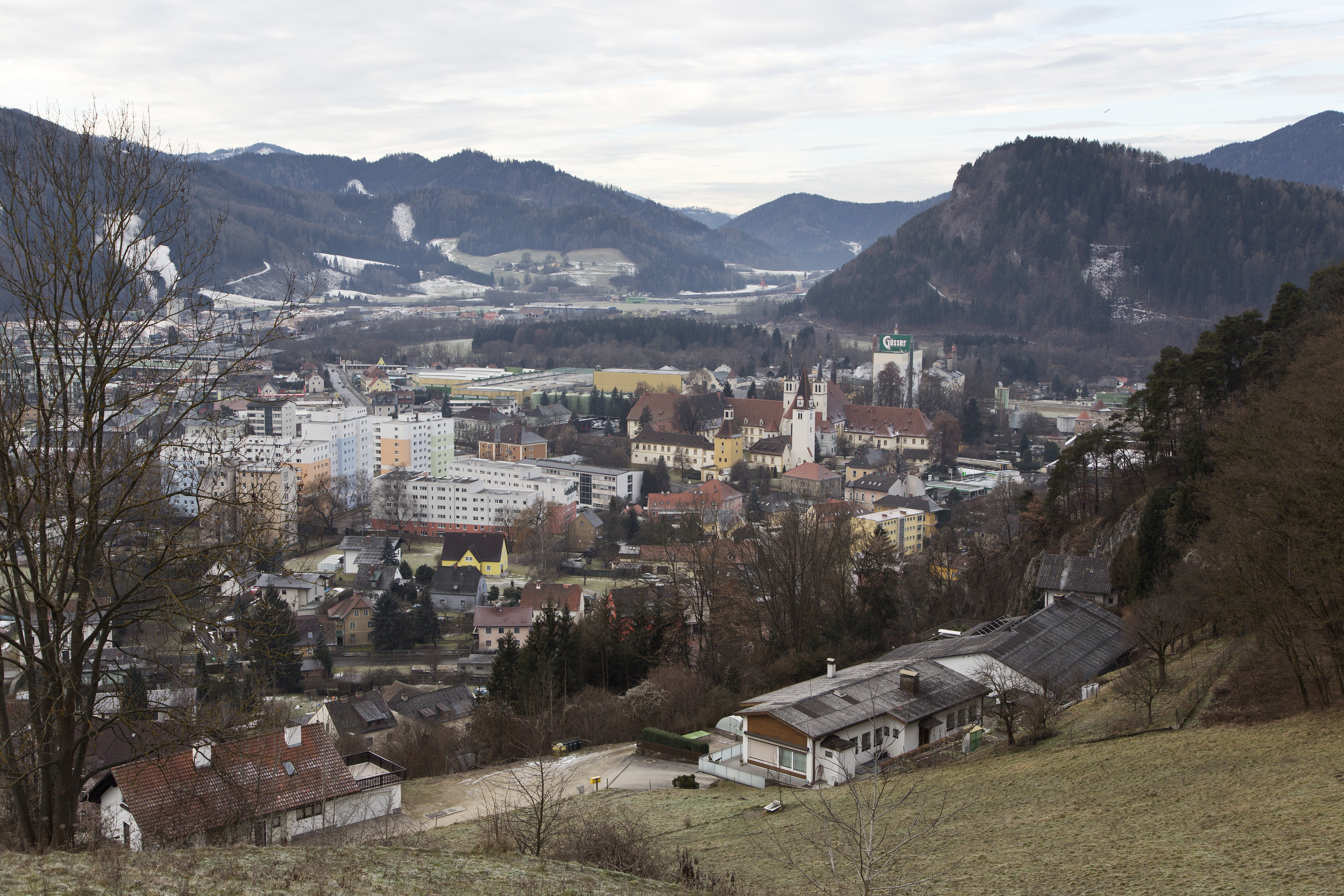
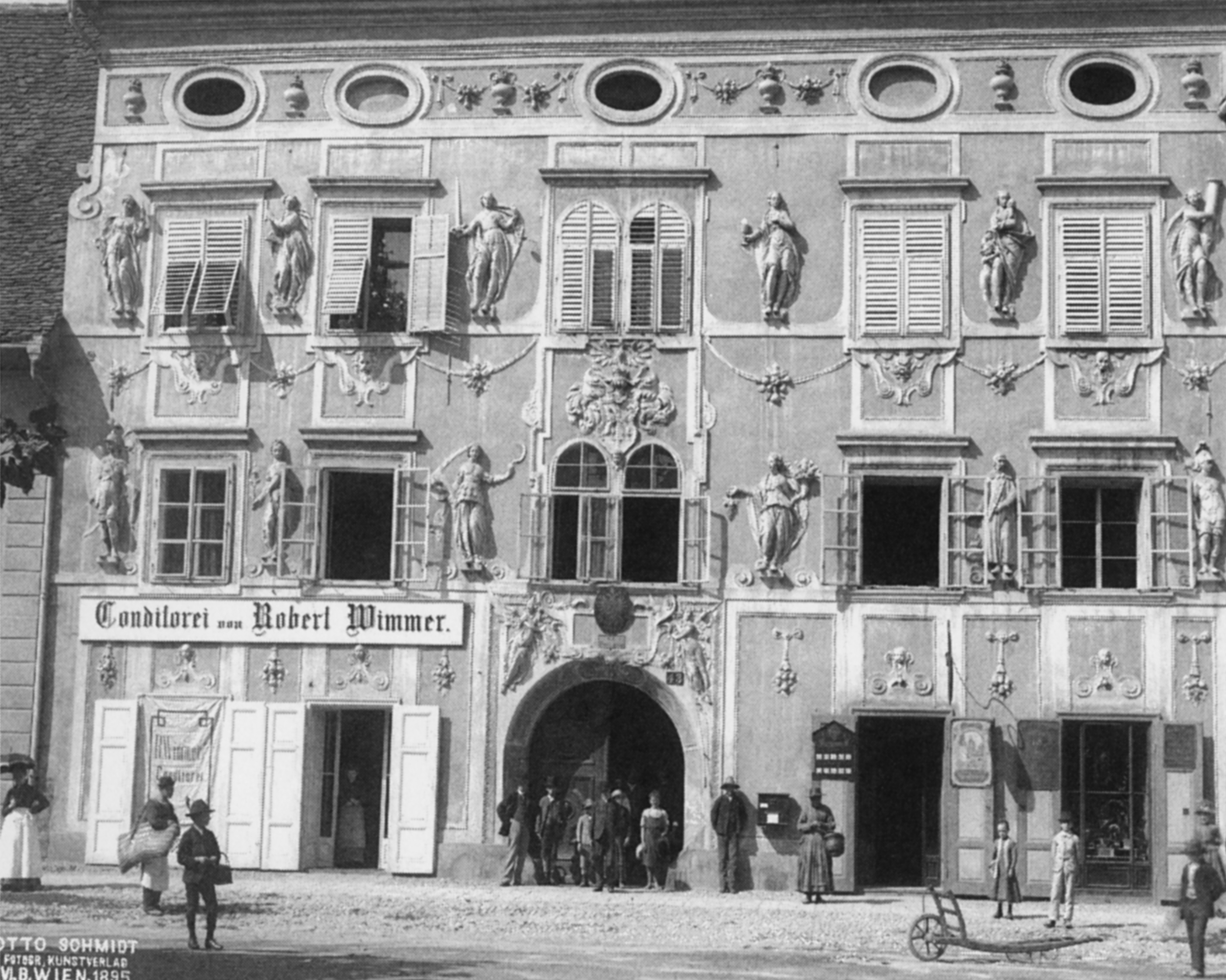
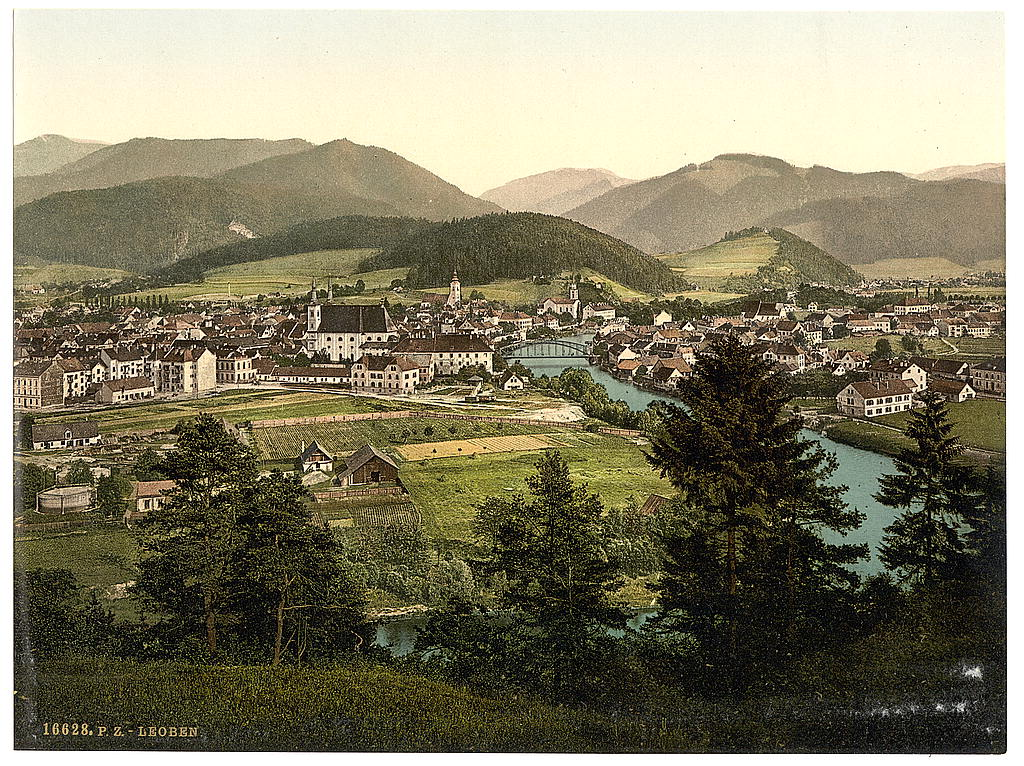
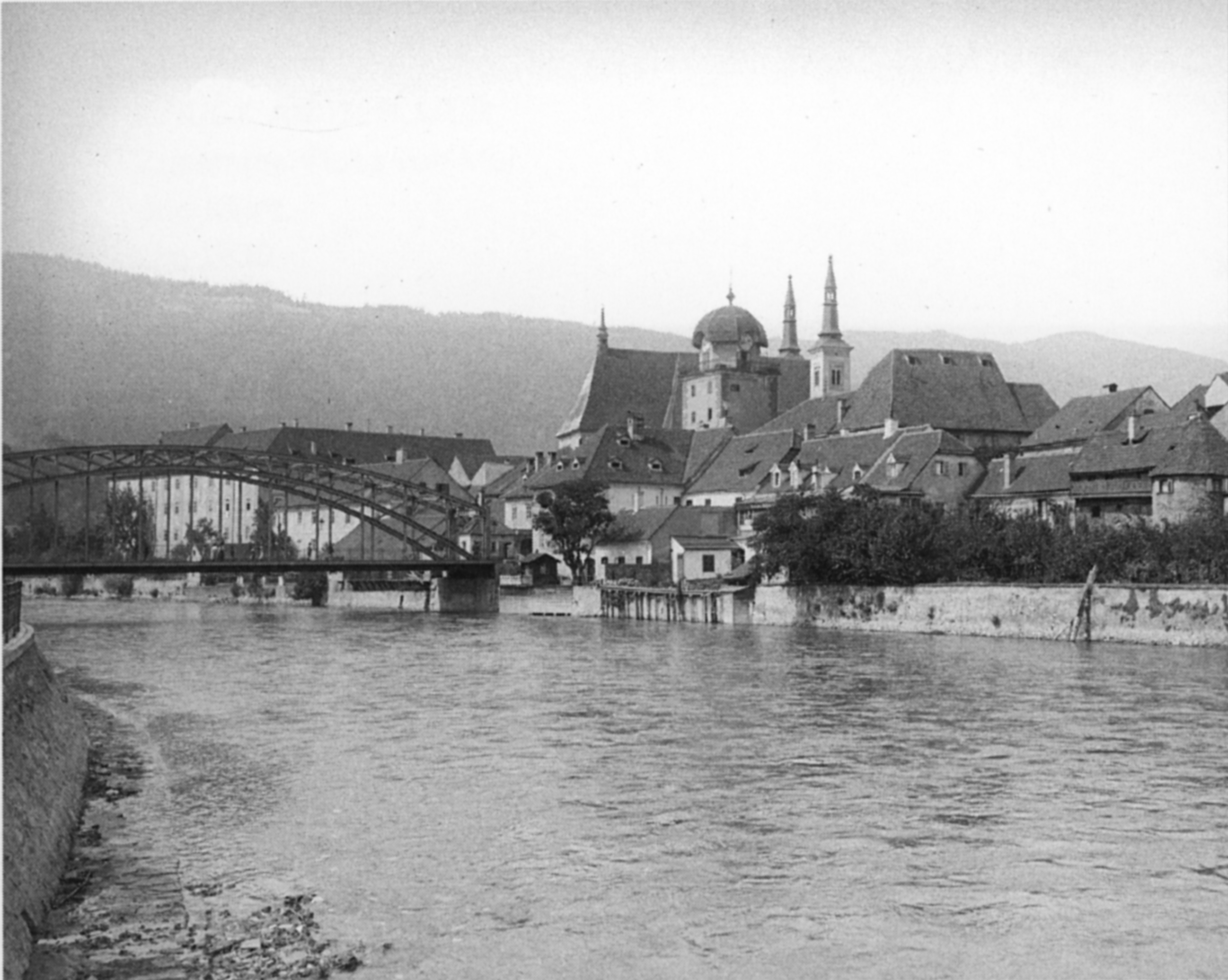
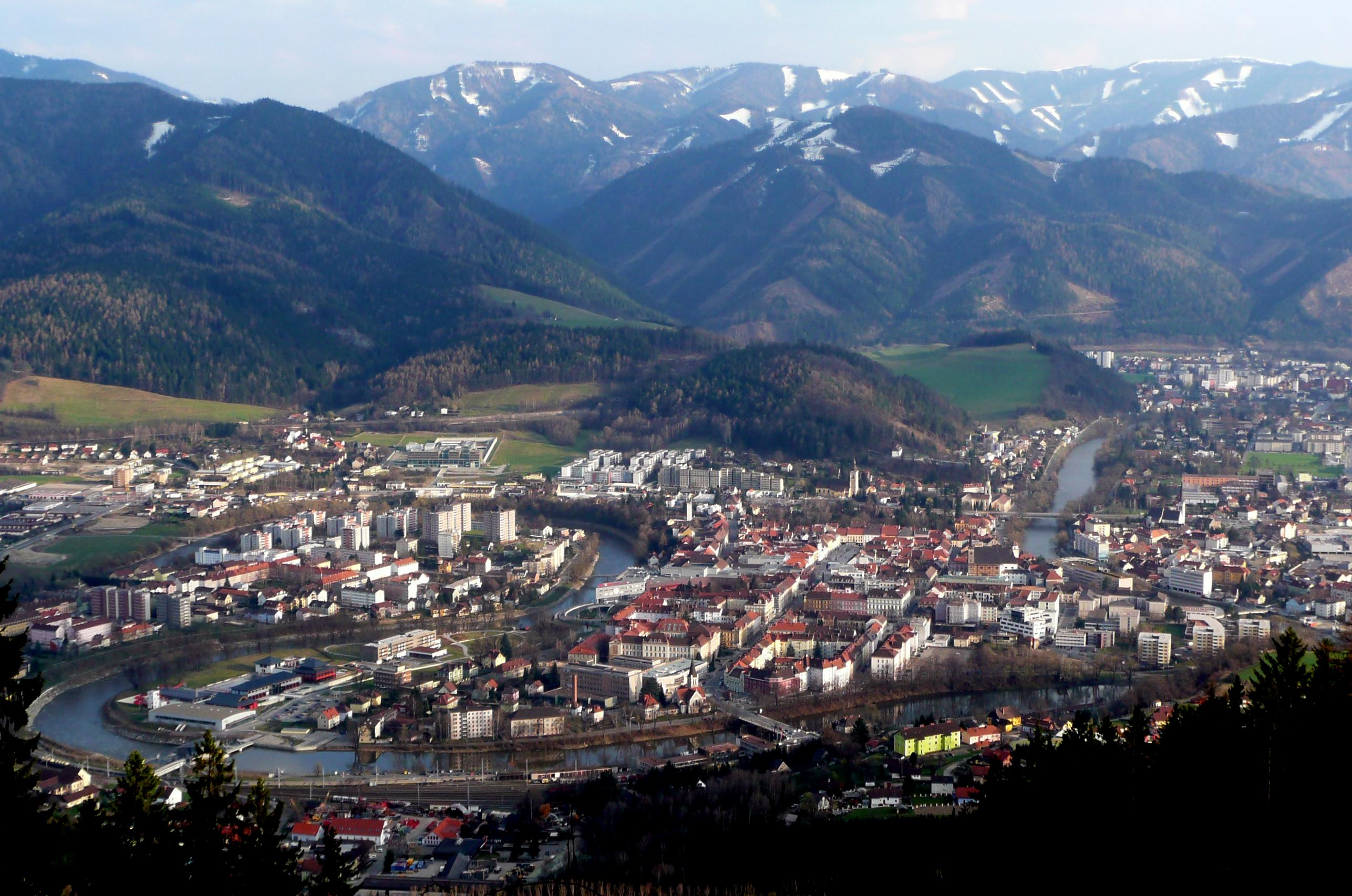
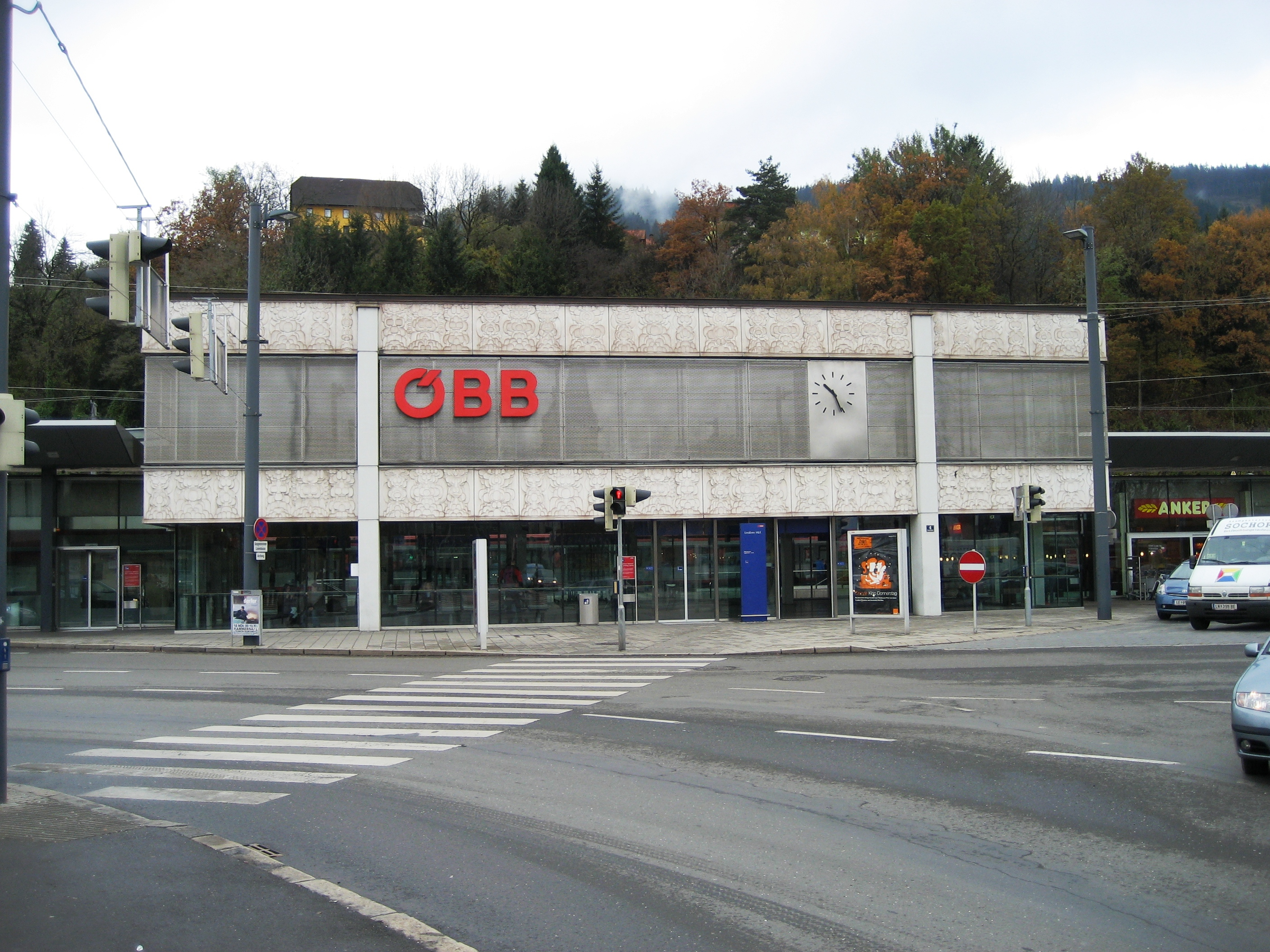
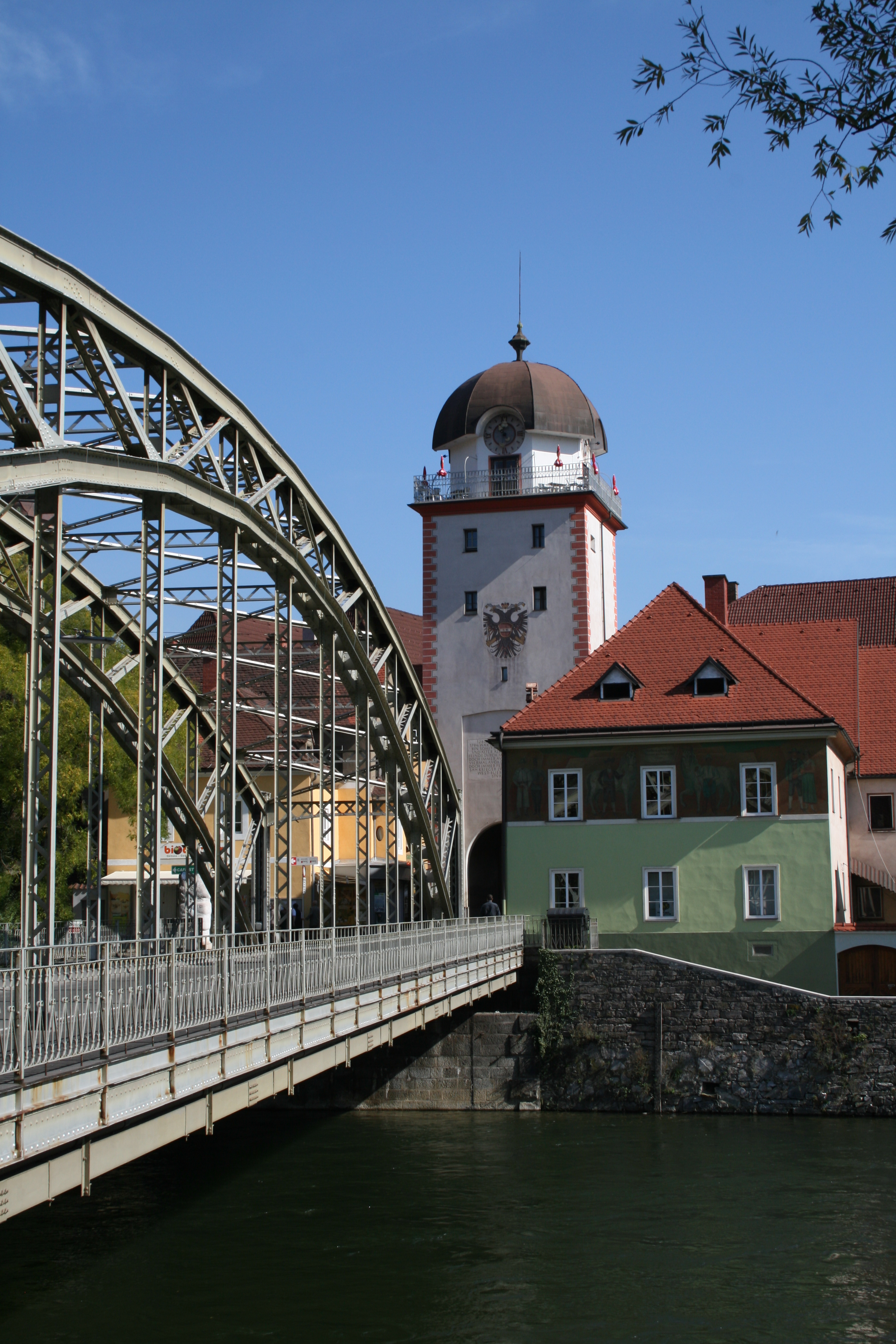
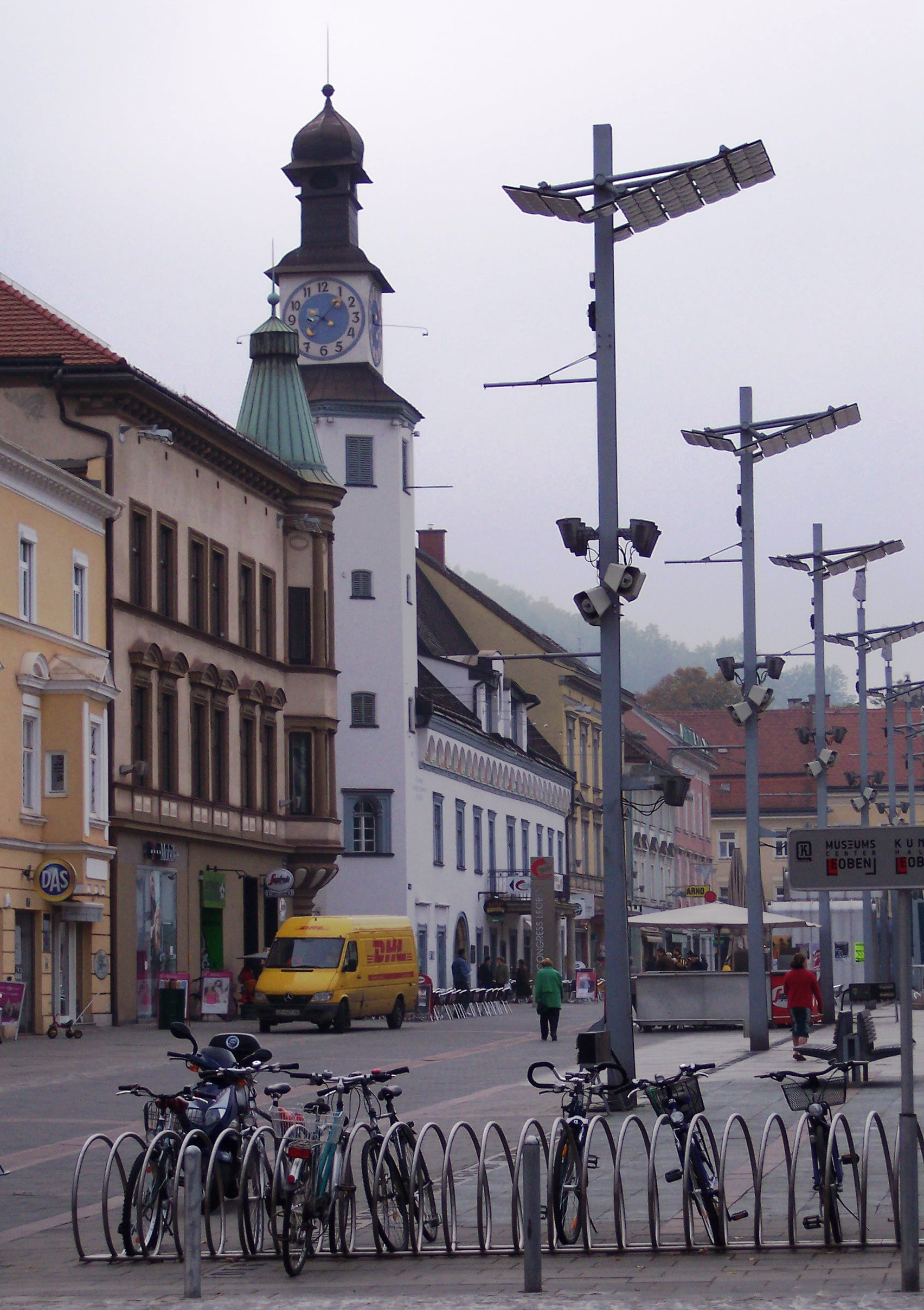
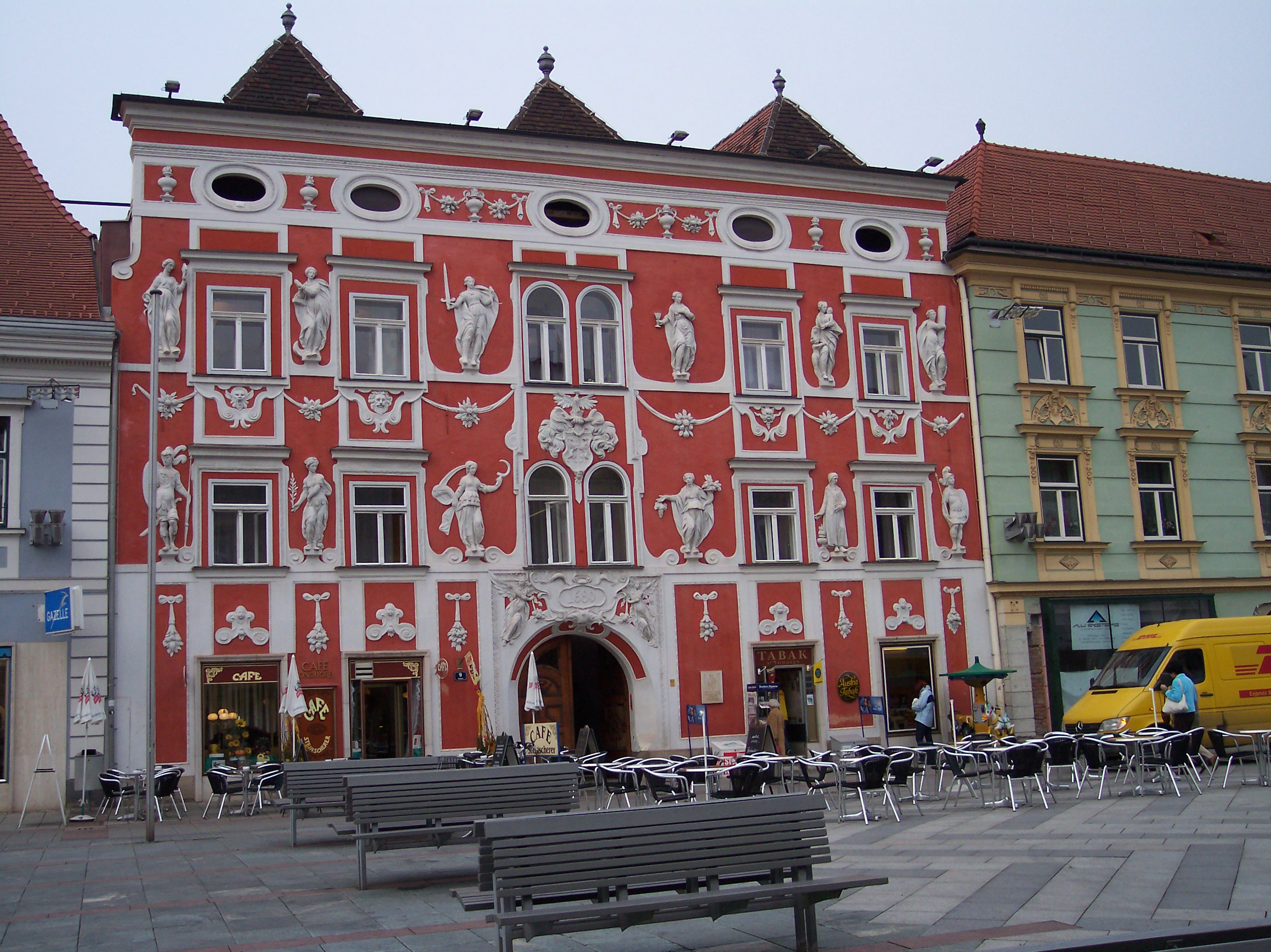
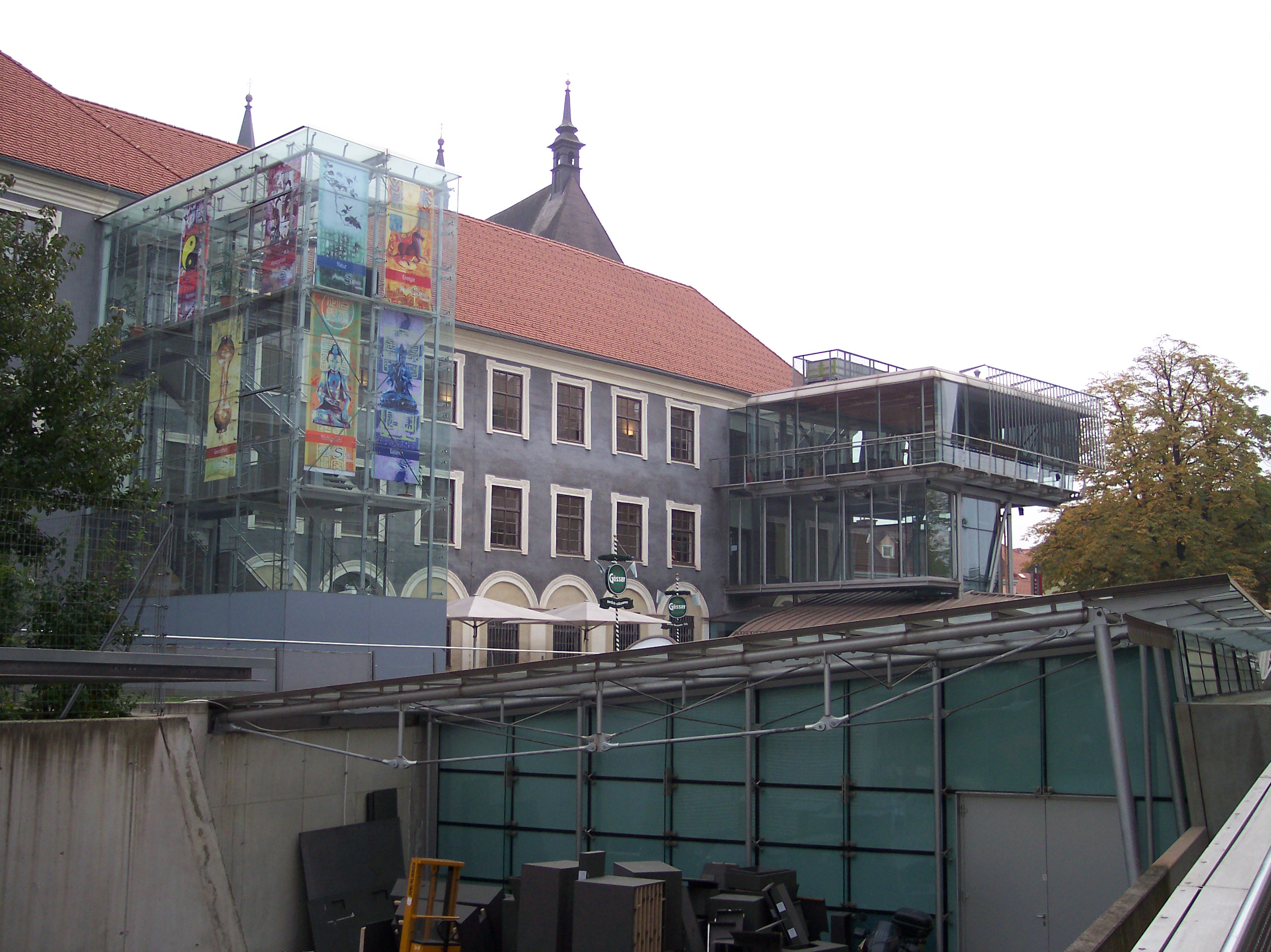
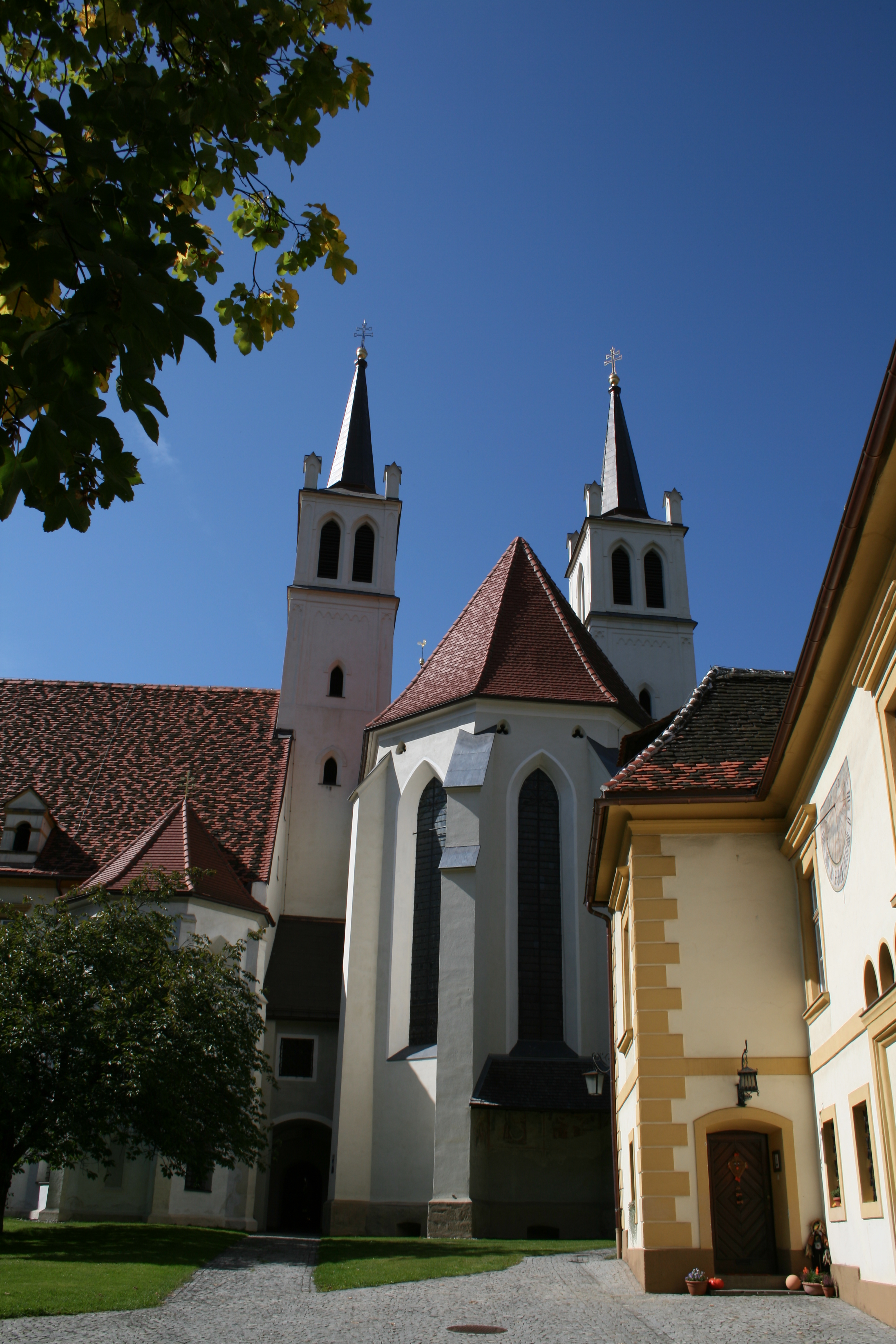
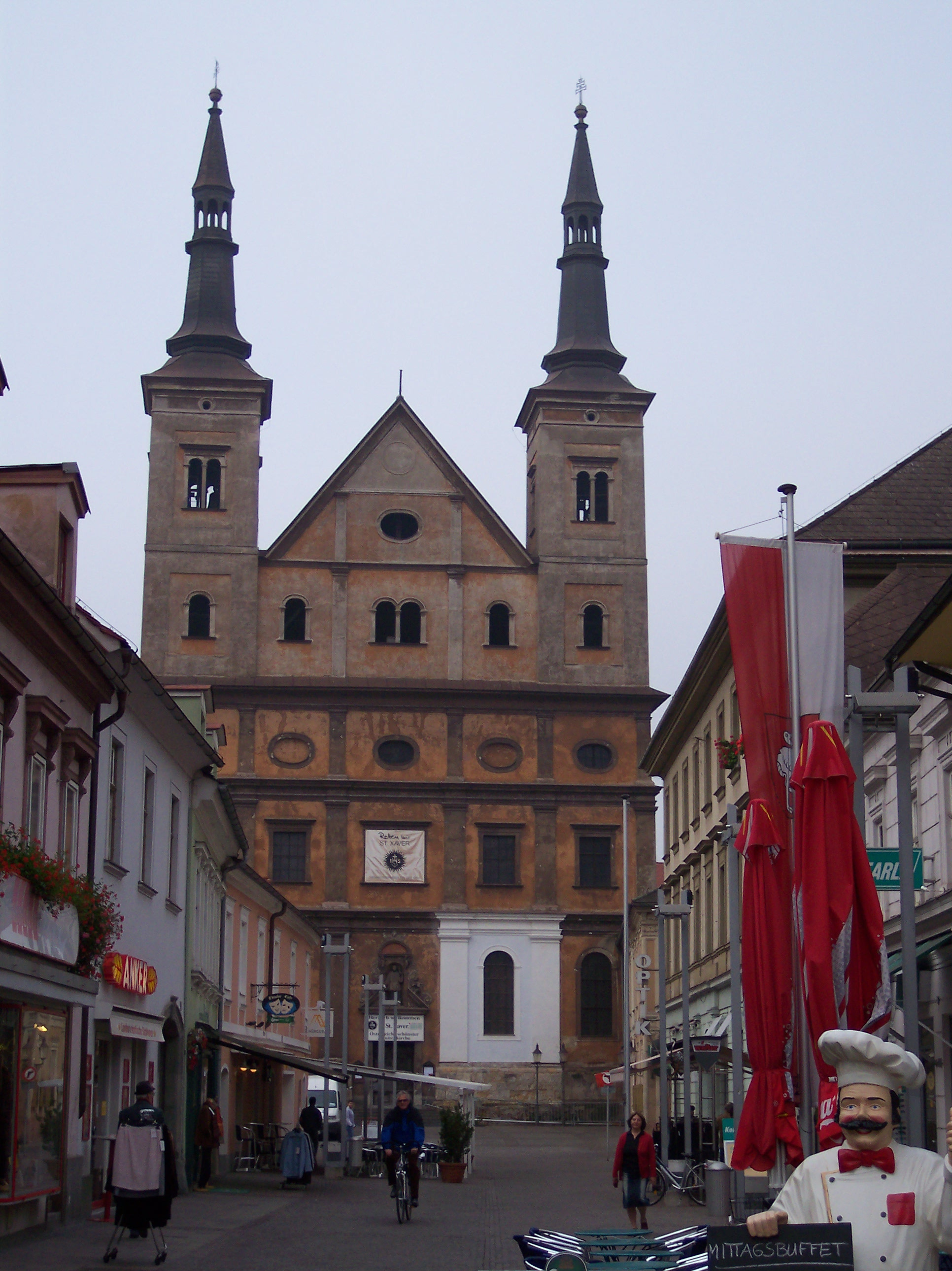
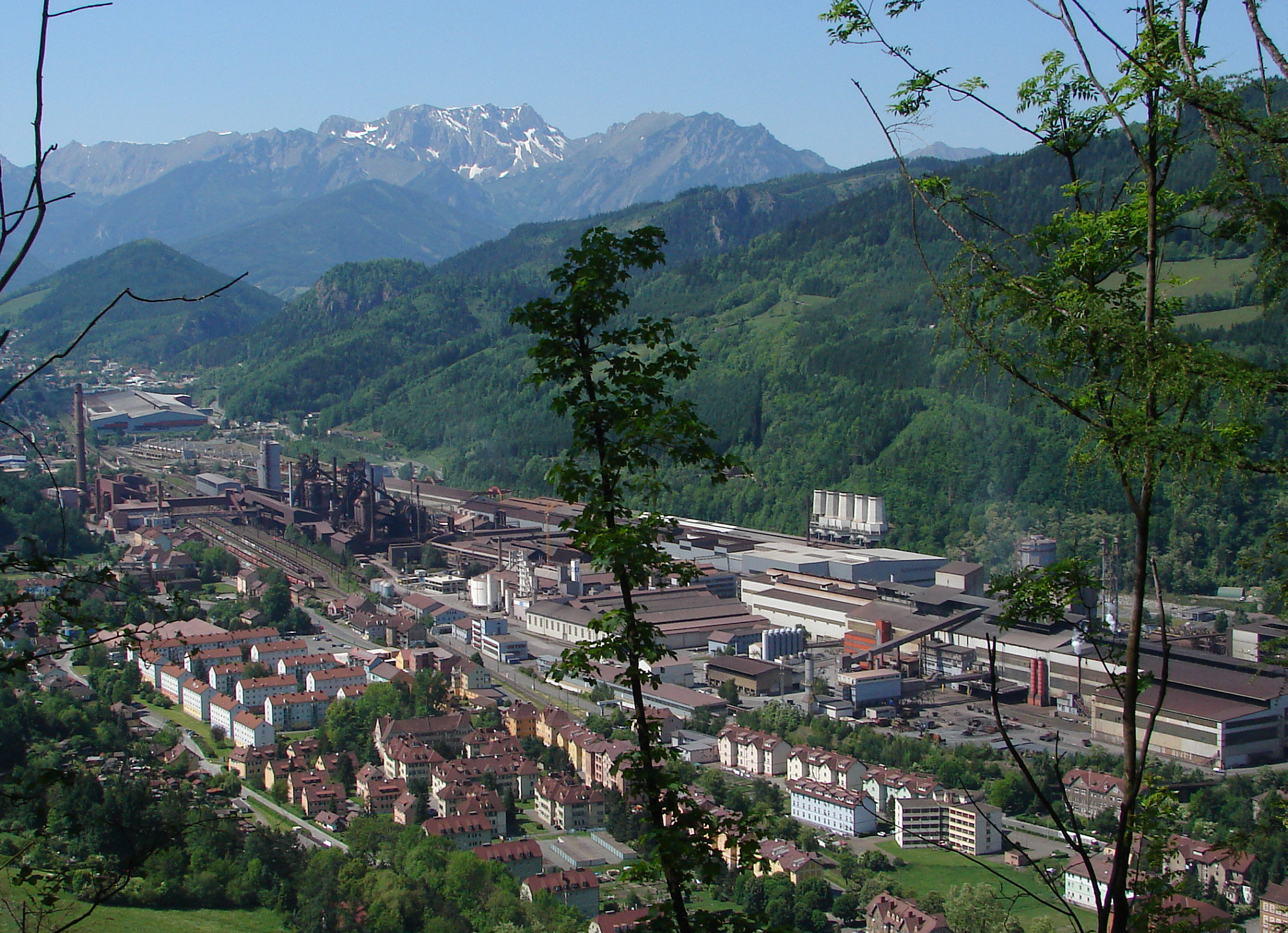

## Partnerschappen
- Xuzhou in de Volksrepubliek China (sinds 1994)

## Geboren
- Walter Schachner (1957), voetballer en voetbalcoach
- Joachim Standfest (1980), voetballer
- Roland Linz (1981), voetballer
- Andreas Leitner (1994), voetballer